# Opaalstern
De opaalstern (Gygis alba) is  een kleine zeevogel uit de familie van de meeuwen (Laridae) en de geslachtengroep sterns (Sternini).

## Kenmerken
De opaalstern heeft een volledig wit verendek, maar donkere ogen met daaromheen een zwarte ring. Ook de lange, dikke, puntige snavel is zwart van kleur met een blauwachtige basis. De lengte van de vogel is 30-33 cm. Beide seksen zien er hetzelfde uit. Adulten en jongen zijn wel uit elkaar te houden. Jongen zijn te herkennen aan de snavel, die het eerste levensjaar donkerblauw van kleur is. De vogel heeft een lange levensduur die kan oplopen tot wel 17 jaar.

## Voedsel
De opaalstern jaagt op kleinere vissoorten. Dit jagen doet hij voornamelijk tegen zonsopgang of net na zonsondergang. Om vis te vangen maakt de vogel een duikvlucht tot aan de oppervlakte van het water. Eenmaal daar steekt hij zijn snavel onder water om een prooi te vangen. Vervolgens slikt hij de visjes door indien deze voor eigen consumptie zijn. Als het om voedsel voor een jong gaat draagt hij ze kruiselings in zijn snavel om ze vervolgens aan het jong te voeren.

## Broedgedrag
De vogel broedt op koraaleilanden, meestal in bomen met dunne takken, maar soms ook op rotsige richels en door de mens gemaakte structuren als bijvoorbeeld huizen. Bijzonder aan het broedgedrag is dat de soort geen nest maakt. De vogel legt haar ei op kale dunne takken of richels zonder eerst een nest te bouwen. Dit is uitzonderlijk gedrag voor een stern, die normaal gesproken op de grond broeden, en zelfs de verwante noddy die in bomen broedt, bouwt eerst een nest. Beiden seksen broeden om de beurt.
Men denkt dat de reden voor de afwezigheid van een nest het beperken van nestparasieten is, die in sommige koloniale zeevogels het vertrek van een gehele kolonie kunnen veroorzaken. Ondanks dit voordeel zijn er ook kosten die gepaard gaan met het broeden in bomen. De eieren en kuikens zijn kwetsbaar en kunnen door zware windstoten van de tak afvallen. Aan dit risico is de soort goed aangepast: de opaalstern is snel in staat een nieuw ei te leggen wanneer een ei verloren gaat. Ook de jongen zijn goed aangepast; de pasgeboren kuikens hebben goed ontwikkelde poten waarmee ze zich goed kunnen vastklampen aan hun hachelijke geboorteplaats.

## Verspreiding en leefgebied
De vogel komt voor rondom eilanden in de Stille Oceaan, de Indische Oceaan en enkele Atlantische eilanden en telt vier ondersoorten:
- G. a. alba: de eilanden van de tropische zuidelijke Atlantische Oceaan.
- G. a. candida: van de Seychellen en Mascarenen tot de centrale Grote Oceaan.
- G. a. microrhyncha: Phoenixeilanden, Line-eilanden en de Marquesaseilanden.
- G. a. leucopes: de Pitcairneilanden.

## Status
De grootte van de populatie is in 2006 geschat tussen de 150 duizend en 1,1 miljoen vogels. Op de Rode lijst van de IUCN heeft deze soort de status niet bedreigd.